# 普萊恩維爾 (喬治亞州)
普萊恩維爾（英語：Plainville）是一個位於美國喬治亞州戈登縣的城市。

## 地理
普萊恩維爾的座標為34°24′15″N 85°02′15″W / 34.40417°N 85.03750°W，而該地的平均海拔高度為207米（即679英尺）。

## 人口
根據2010年美國人口普查的數據，普萊恩維爾的面積為1.87平方千米，當中陸地面積為1.87平方千米，而水域面積為0.00平方千米。當地共有人口313人，而人口密度為每平方千米167.38人。